# Roy Brooks
Roy Brooks, né le 9 mars 1938 et mort le 15 novembre 2005, est un batteur de jazz américain. Il a joué au sein du Horace Silver Quintet.